# SV Dalfsen Handbal
SV Dalfsen (sponsornaam: Morrenhof Jansen/Dalfsen) is een Nederlandse handbalvereniging uit Dalfsen in Overijssel.

## Geschiedenis

### Ontstaan van Dalfsen
Onder de rook SV Dalfsen, de voetbalvereniging van Dalfsen was bij de dames de behoefte gevoeld aan een teamsport en dat leidde op 10 juni 1968 tot de oprichting van een afdeling dameshandbal, in 1972 uitgebreid met herenhandbal.

### Teruggetrokken uit de eredivisie
Op 17 mei 2019 maakte Dalfsen bekend te stoppen met het handbal op het hoogste vrouwenniveau in Nederland. Na 6 landstitels, 5 keer de bekers gewonnen en 6 Supercups verliet Dalfsen de eredivisie sinds de promotie in het seizoen 2008/2009. Door het inleveren van de eredivisielicentie werd het eerste damesteam teruggezet tot de eerste klasse.

## Europese duels
- Q = voorronde
- PO = play-off-ronde
- Groep = groepsfase
- 1R = eerste ronde
- 2R = tweede ronde
- 3R = derde ronde
- 1/8 = 1/8ste finale
- 1/4 = kwartfinale
- 1/2 = halve finale
- F = finale

| Seizoen | Competitie       | Ronde | Land                     | Club                   | Score        |
| ------- | ---------------- | ----- | ------------------------ | ---------------------- | ------------ |
| 2011/12 | Champions League | Q1    | Vlag van Portugal        | CDE Gil Eanes          | 31–25        |
|         |                  | Q1    | Vlag van Zwitserland     | LC Brühl Handball      | 40–25        |
|         |                  | Q1    | Vlag van Griekenland     | AC Ormi-Loux Patras    | 32–24        |
|         |                  | Q2    | Vlag van Denemarken      | Randers HK             | 19–34        |
|         |                  | Q2    | Vlag van Noorwegen       | Tertnes HE             | 31–32        |
|         | Cup Winners' Cup | 2R    | Vlag van Griekenland     | OFN Ionias             | 38–28, 33–16 |
|         |                  | 3R    | Vlag van Servië          | RK Zaječar             | 24–27, 22–30 |
| 2012/13 | Champions League | Q     | Vlag van Duitsland       | Buxtehuder SV          | 31–34        |
|         |                  | Q     | Vlag van Noord-Macedonië | ŽRK Metalurg           | 26–34        |
|         | Cup Winners' Cup | 2R    | Vlag van Cyprus          | SPE Strovolos          | 44–20, 31–19 |
|         |                  | 3R    | Vlag van Noorwegen       | Byåsen IL              | 24–29, 15–24 |
| 2013/14 | Champions League | PO    | Vlag van Turkije         | Muraptaşa BSK Antalya  | 34–31, 34–24 |
|         |                  | Q     | Vlag van Denemarken      | Team Tvis Holstebro    | 30–38        |
|         |                  | Q     | Vlag van Denemarken      | Viborg HK              | 12–33        |
|         | Cup Winners' Cup | 2R    | Vlag van Polen           | MKS Zagłębie Lubin     | 27–20, 31–32 |
|         |                  | 3R    | Vlag van Hongarije       | Érdi VSE               | 23–26, 20–21 |
| 2014/15 | Champions League | Q     | Vlag van Hongarije       | Ferencvárosi TC        | 25–33        |
|         |                  | Q     | Vlag van Wit-Rusland     | BNTU Minsk             | 30–27        |
|         | Cup Winners' Cup | 3R    | Vlag van Zwitserland     | LK Zug                 | 35–34, 32–17 |
|         |                  | 1/8   | Vlag van Frankrijk       | Fleury Loiret HB       | 27–29, 22–28 |
| 2015/16 | Champions League | Q     | Vlag van Noorwegen       | Glassverket IF         | 21–26        |
|         |                  | Q     | Vlag van Servië          | RK Radnički Kragujevac | 23–17        |
|         | Cup Winners' Cup | 3R    | Vlag van Polen           | Vistal Gdynia          | 20–21, 27–26 |
|         |                  | 1/8   | Vlag van Hongarije       | Érdi VSE               | 15–27, 25–27 |

## Resultaten
- 1999 10e
Eredivisie
- 2000
Eerste divisie A
- 2001 2e
Eerste divisie A
- 2002 6e
Eerste divisie A
- 2003 8e
Eerste divisie
- 2004 7e
Eerste divisie
- 2005 13e
Eerste divisie
- 2006 1e
Hoofdklasse
- 2007 1e
Eerste divisie
- 2008 9e
Eredivisie
- 2009 5e
Eredivisie
- 2010 4e
Eredivisie
- 2011 1e
Eredivisie
- 2012 1e
Eredivisie
- 2013 1e
Eredivisie
- 2014 1e
Eredivisie
- 2015 1e
Eredivisie
- 2016 1e
Eredivisie
- 2017 2e
Eredivisie
- 2018 2e
Eredivisie
- 2019 4e
Eredivisie
- 2020 6e
Eerste klasse Oost
- 2021
Eerste klasse Oost
- 2022 5e
Hoofdklasse A
- 2022 2e
Hoofdklasse A

- Eredivisie
- Eerste divisie
- Tweede divisie
- Hoofdklasse
- Eerste klasse

## Erelijst
| Nationaal          |    |                                                      |
| Landskampioenschap | 6x | 2010/11, 2011/12, 2012/13, 2013/14, 2014/15, 2015/16 |
| Bekerwinnaar       | 5x | 2011/12, 2012/13, 2013/14, 2014/15, 2016/17          |
| Supercup           | 6x | 2011, 2012, 2013, 2014, 2015, 2017                   |
| Eerste divisie     | 1x | 2006/07                                              |
| Tweede divisie     | 1x | 2005/06                                              |